# Eurodryas iberica
Eurodryas iberica är en fjärilsart som beskrevs av Charles Oberthür 1881. Eurodryas iberica ingår i släktet Eurodryas och familjen praktfjärilar. Inga underarter finns listade i Catalogue of Life.